# Bogumil Dawison

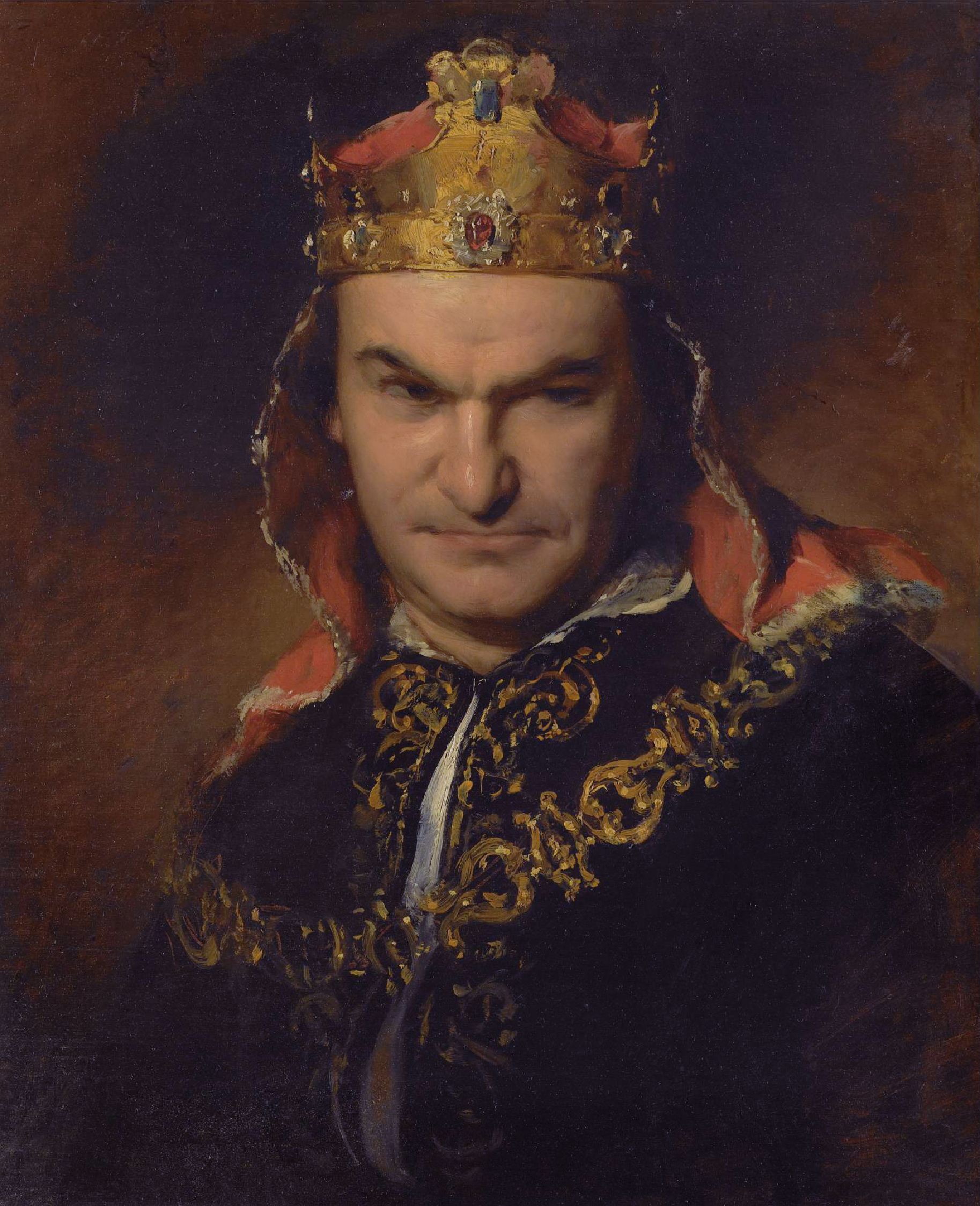
Bogumil Dawison como Ricardo III

Bogumil Dawison (Varsovia, 1818-Dresde, 1 de febrero de 1872) fue un actor alemán. Hijo de padres judíos, comenzó a trabajar en los escenarios con diecinueve años. En 1839 consiguió un trabajo en el teatro de Lemberg. En 1847 interpretó obras en Hamburgo con remarcable éxito. Entre 1849 y 1854 fue miembro del Burgtheater de Viena, posteriormente entró en contacto con el Dresdner Hofbühne. En 1864 se le concedió un empleo vitalicio, pero renunció a la oferta, para más tarde trabajar por toda Alemania y visitar los Estados Unidos en 1866. En Alemania, Dawison llegó a ser considerado un nuevo tipo de actor.  Sus principales papeles fueron Mefistófeles, Franz Moor, Marco Antonio, Hamlet, Carlos V, Ricardo III y el rey Lear.